# Mare de Déu del Llano
Mare de Déu del Llano (o del Pla) és una ermita romànica de final de segle xii, situada al municipi de Capella (Ribagorça), dins de la Franja de Ponent a la comarca de la Ribagorça. La seva planta és una nau i absis cilíndric i capelles laterals, amb un campanar en espadanya de dos ulls centrats. La portalada és dovellada de mig punt. El seu estat és correcte i ha estat restaurat.
Aquesta església, amb el nom de Santa Maria del Pla (Sanctam Mariam de Plano) és mencionada en un document del fons documental de Roda, escrit l'any 1188.